# 東大阪市立盾津中学校
東大阪市立盾津中学校（ひがしおおさかしりつ たてつちゅうがっこう）は、大阪府東大阪市新庄南にある公立中学校。

## 概要
中学校は大阪府のほぼ中央に位置する東大阪市にあり、西側で大阪市に隣接、東側には標高642メートルの生駒山を中心に生駒山地が南北に連なる。学校付近の標高は、2.4メートル。大阪機械卸業団地やトラックターミナル、流通倉庫や配送センターが隣接している。1947年開校当時は、田畑が広がる田園地帯であったが、機械団地やトラックターミナルが整備され、1969年（昭和44年）ごろからビルが立ち並ぶ街になっている。

## 沿革
- 1931年（昭和6年）4月-東六郷村、西六郷村、北江村の合併により盾津村となる。
- 1943年（昭和18年）10月-盾津村が盾津町となる。
- 1947年（昭和22年）3月31日-教育基本法(昭和22年法律第25号)が公布、施行された[1]。
- 1947年（昭和22年）3月31日-学校教育法(昭和22年3月31日法律第26号)が公布、施行された[1]。
- 1947年（昭和22年）4月20日-盾津町立中学校が開校。元陸軍盾津飛行場付属の兵舎を教室として利用始まる。
- 1955年（昭和30年）1月15日-河内市発足に伴い、河内市立盾津中学校に校名変更。
- 1967年（昭和42年）2月1日-東大阪市発足に伴い、東大阪市立盾津中学校に校名変更[2]。
- 2013年（平成25年）3月 - 校舎増築[3]。
- 2014年（平成26年）11月 - 校舎耐震補強工事[4]。
- 2017年（平成29年) 4月20日-創立70周年を迎える[5]。

## 通学区域
- 東大阪市立成和小学校、東大阪市立弥栄小学校、東大阪市立鴻池東小学校の通学区域[6]。

## 著名な出身者
- 審良静男(あきらしずお)-医学者、大阪大学免疫学フロンティア研究センター教授。ウイルスなどの外敵から体を守る免疫機能の働き具合を制御しているたんぱく質を突き止めた。その研究成果が世界的にも注目を集めている。ノーベル賞目前ともいわれている。
- 井手敏男 - レーサー
- 大西崇之 - 元プロ野球選手。ドラフト6位で中日ドラゴンズ入団。読売ジャイアンツの一軍外野守備、走塁コーチ。2006年に現役引退。
- 梶山信吾 - 元プロバスケット選手。現在、名古屋ダイヤモンドドルフィンズのヘッドコーチ。
- 橘佳奈 - 歌手。途中で日出女子学園中学校（現：目黒日本大学中学校）へ転校。
- 月亭可朝 - 落語家、漫談家
- 三宅裕志 - 深海生物学者。北里大学准教授。特にクラゲの研究で有名。
- 山野さと子 - 日本コロムビア所属のプロ歌手。童謡・アニメソング歌手の第一人者で1,000曲以上の童謡・アニメソングをレコーディング。代表曲に『ドラえもん』の主題歌などがある。
- 吉本泰輔(よしもとだいすけ)-元バ スケットボール選手。アメリカNCAAで活躍し、2016年からミネソタ、ティンバーウル ブスの監督スペシャルアシスタント。
- せいや（霜降り明星）- お笑い芸人
- 飯倉喜博 - 東京2020パラリンピック選手(シッティングバレー選手)
- 藤田留奈 - 元NNB48。小学6年生と中学2年生の頃に2度NNB48のオーディションを経験し、無事2期生メンバーとしてデビューを果たすのだが1年ほどで卒業した。卒業理由は腰痛となっているが実際は男性とのスキャンダルが原因で卒業。

## 交通
- 近鉄けいはんな線 荒本駅 から北へ約1.2キロメートル。
- JR西日本鴻池新田駅から南へ約1.8キロメートル。